# アルティメット・インパクト
『アルティメット・インパクト』（原題: Shadows in Paradise）は、2010年のアメリカ合衆国・ロシア合作のアクション映画。日本ではビデオスルーとして、2010年5月21日にDVDがリリースされた。

## キャスト
- マックス・フォレスター中尉：マーク・ダカスコス
- マタドール：ダニー・トレホ
- エージェント・スタブス：スティーヴン・バウアー
- ダイアー：ブルース・ボックスライトナー
- ジョン・サントス：アーマンド・アサンテ
- バンカー大佐：トム・サイズモア
- サーシャ・ヴィルアノフ中尉：ソフィア・スカヤ（英語版、ロシア語版）